# Virgin Books
Virgin Books è una casa editrice britannica. È controllata al 90% dal gruppo editoriale Random House e al 10% da Virgin Group, la società originariamente fondata da Richard Branson come casa discografica.

## Storia
La Virgin creò la sua divisione editoriale di libri alla fine degli anni '70; nell'ultima parte degli anni '80 la Virgin acquistò diverse società esistenti, tra cui WH Allen, ben nota tra i fan di Doctor Who per il loro marchio Target Books; Virgin Books fu incorporata in WH Allen nel 1989, ma nel 1991 WH Allen fu ribattezzata Virgin Publishing Ltd.
Il primo successo di Virgin Publishing arrivò con i romanzi Doctor Who New Adventures, romanzi completi con licenza ufficiale che proseguivano la storia della popolare serie televisiva di fantascienza dopo la sua cancellazione nel 1989. Virgin pubblicò questa serie dal 1991 al 1997, oltre ad altri manuali riguardanti Doctor Who dal 1992 al 1998 con il marchio Doctor Who Books.
Negli ultimi tempi la società è conosciuta soprattutto per la sua lista di saggistica commerciale, che include opere di economia, salute e lifestyle, musica, film e celebrità. L'autobiografia di Richard Branson Losing My Virginity, pubblicata nel 1998, all'epoca divenne un best seller internazionale e continua a vendere. Il suo titolo successivo Business Stripped Bare è stato pubblicato nel settembre 2008. La collana Virgin Business Guides comprendeva titoli di Robert Craven, Paul Barrow e Rachelle Thackray. Più recentemente l'azienda ha avuto successo con The Economic Naturalist di Robert H. Frank.
Random House, attraverso la sua divisione nel Regno Unito, ha acquisito una partecipazione del 90% nella società nel marzo 2007.  Nel novembre 2009, Virgin è diventata un marchio indipendente all'interno di Ebury Publishing, una divisione del Random House Group.